# Gorontalo (provincia)
Gorontalo è una provincia dell'Indonesia situata nell'estremo nord dell'isola Sulawesi (Celebes). Il capoluogo della provincia è Gorontalo da cui prende il nome.

## Geografia fisica

### Territorio
La provincia confina a oriente con la provincia del Sulawesi Settentrionale a occidente con la provincia del Sulawesi Centrale a Nord con il Mare di Celebes e a sud con il Golfo di Tomini. La provincia di Gorontalo occupa il 45% del territorio della Penisola di Minahassa, con una superficie di 12.215 chilometri quadrati.

### Clima
Il clima della provincia è di tipo Equatoriale,infatti abbondano le Foreste Pluviali e sono molto frequenti piogge e alte temperature.

## Geografia antropica

### Suddivisioni amministrative
La provincia è suddivisa in cinque reggenze e una città:
| Nome                                 | Capoluogo | Istituzione | Superficie (km²) |
| ------------------------------------ | --------- | ----------- | ---------------- |
| Reggenza di Boalemo                  | Tilamuta  | 1999        | 2 517,36         |
| Reggenza di Bone Bolango             | Suwawa    | 2003        | 1 984,31         |
| Reggenza di Gorontalo                | Limboto   | 1959        | 1 728,52         |
| Reggenza di Gorontalo settentrionale | Kwandang  | 2007        | 1 676,15         |
| Reggenza di Pohuwato                 | Marisa    | 2003        | 4 244,31         |
| Città di Gorontalo                   | *         | 1959        | 64,79            |

Nota: * Città e capoluogo provinciale.

## Storia
I primi edifici costruiti in questa parte di isola Sulawesi, furono nei primi anni dell'età moderna, nel 1525, quando i primi colonizzatori portoghesi edificarono tre piccoli forti nei punti strategici di questa parte di penisola.
In epoca spagnola, gli iberici introdussero molti prodotti non indigeni tipo, Mais, Pomodori, Peperoncini anche animali come i Cavalli o anche usanze spagnole come la siesta pomeridiana.
I colonizzatori olandesi infine misero il Gorontalo sotto l'egida della Compagnia Olandese delle Indie Orientali che mise sotto controllo tutto il territorio.
L'indipendenza dell'Indonesia dagli olandesi, venne durante la seconda guerra mondiale, nel 1942, ciò fece subito istituire dal neo-governo delle regioni. All'inizio le regioni erano le isole che componevano l'arcipelago indonesiano, poi furono nuovamente suddivise e in quel tempo il Gorontalo faceva parte del Sulawesi settentrionale. Solo nel 2000 il Gorontalo divenne finalmente provincia.